# Alastair Boyd, 7. Baron Kilmarnock
Alastair Ivor Gilbert Boyd, 7. Baron Kilmarnock (* 11. Mai 1927; † 19. März 2009) war ein britischer Peer und Autor.

## Leben und Karriere
Boyd war der älteste Sohn von Gilbert Boyd, 6. Baron Kilmarnock, aus dessen erster Ehe mit Hon. Rosemary Sibell Guest, Tochter des Ivor Guest, 1. Viscount Wimborne. Er besuchte das Bradfield College in Berkshire und studierte dann am King’s College der Universität Cambridge. Von 1946 bis 1948 diente er als Lieutenant der Irish Guards in der British Army, und war von 1947 bis 1948 im Mandatsgebiet Palästina stationiert, wo der Palästinakrieg eskalierte.
Boyd lebte lange Zeit in Ronda in Andalusien. Er veröffentlichte eine Vielzahl von Büchern, darunter The Road from Ronda (1969) und The Companion Guide to Madrid and Central Spain (1974), in denen seine besondere Verbundenheit zu der Region und Spanien insgesamt immer wieder Ausdruck fand. Eine enge Freundschaft verband ihn mit dem Maler Miles Richmond, der ebenfalls viele Jahre in Ronda lebte.
Boyd war in erster Ehe von 1954 bis 1970 mit Diana Mary Gibson verheiratet. Am 15. Mai 1975 erbte er beim Tod seines Vaters dessen Adelstitel als Baron Kilmarnock und wurde dadurch Mitglied des House of Lords, sowie Chief des Clan Boyd. 1977 heiratete er Hillary Bardwell, die zuvor mit Kingsley Amis und D. R. Shackleton Bailey verheiratet gewesen war. Das Ehepaar hatte einen Sohn. Nachdem Kingsley Amis zweite Ehe gescheitert war, lebte dieser im Hause von Boyd und seiner Frau und wurde von diesen gepflegt.
Im House of Lords war er häufig an Debatten beteiligt. Er war dort Sprecher der Social Democratic Party für Gesundheitsfragen. Seinen dortigen Sitz verlor er 1999 durch den House of Lords Act 1999. Boyd starb im März 2009 im Alter von 81 Jahren.

## Werke (Auszug)
- Sabbatical Year (1958)
- The Road from Ronda (1969)
- The Essence of Catalonia (1988)
- The Social Market and the State (1999)
- Rosemary: a memoir (2005)